# Erfurter Verkehrsbetriebe
Die Erfurter Verkehrsbetriebe AG (SWE EVAG) ist ein Geschäftsbereich der Stadtwerke Erfurt (SWE), der als Verkehrsunternehmen für die Durchführung des öffentlichen Personennahverkehrs in der thüringischen Landeshauptstadt Erfurt zuständig ist.

## Geschichte
Die Geschichte der Erfurter Verkehrsbetriebe begann im Jahr 1920, als die Stadt Erfurt die Aktienmehrheit an der Erfurter Elektrischen Straßenbahn AG erwarb und dadurch die Kommunalisierung des vorher privaten Unternehmens einleitete. Die Straßenbahn Erfurt bestand seit 1883 als Pferdebahn und ab 1894 als elektrische Bahn. 1925 eröffneten die Erfurter Verkehrsbetriebe die ersten Omnibuslinien in der Stadt.
Der Name des Unternehmens blieb zunächst Erfurter Elektrische Straßenbahn AG, bevor 1938 die Umbenennung in Erfurter Verkehrs-AG (EVAG) durchgeführt wurde. 1951 erfolgte die Umbenennung in VEB Erfurter Verkehrsbetriebe (EVB), aus dem am 24. April 1990 die Erfurter Verkehrsbetriebe AG (EVAG) wurde. Am 18. Dezember 1996 wurde die EVAG in die Stadtwerke Erfurt eingegliedert, die das Unternehmen seit dem 5. Oktober 2007 als SWE EVAG bezeichnen und ins Corporate Design einbezogen haben. Im selben Jahr wurde ein Fahrgastbeirat gegründet, der sich allerdings im Dezember 2019 wieder auflöste.

## Verkehrsangebot
Betrieben werden ein meterspuriges Straßenbahnnetz (die „Erfurt Stadtbahn“), ein Stadtbusnetz sowie noch immer einzelne Regionalbuslinien. Alle sechs Straßenbahnlinien und die Stadtbuslinie 9 verkehren montags bis freitags zwischen 6 und 18 Uhr im 10-Minuten-Takt („Erfurt City Takt“).
Zwischen 1948 und 1975 betrieben die Erfurter Verkehrsbetriebe zudem den Oberleitungsbus Erfurt.

### Sonstiges
Alle Abfahrtszeiten und Störungen können von unterwegs per App aufgerufen werden, gleichzeitig informiert die EVAG via Twitter über kurzfristige und langfristige Verkehrsstörungen. Ab 20 Uhr besteht auf allen Buslinien die Möglichkeit des „Halten auf Wunsch“.
Seit Ende 2016 steht in allen Stadtbahnwagen kostenfreies W-LAN zur Verfügung.